# Tour Majunga

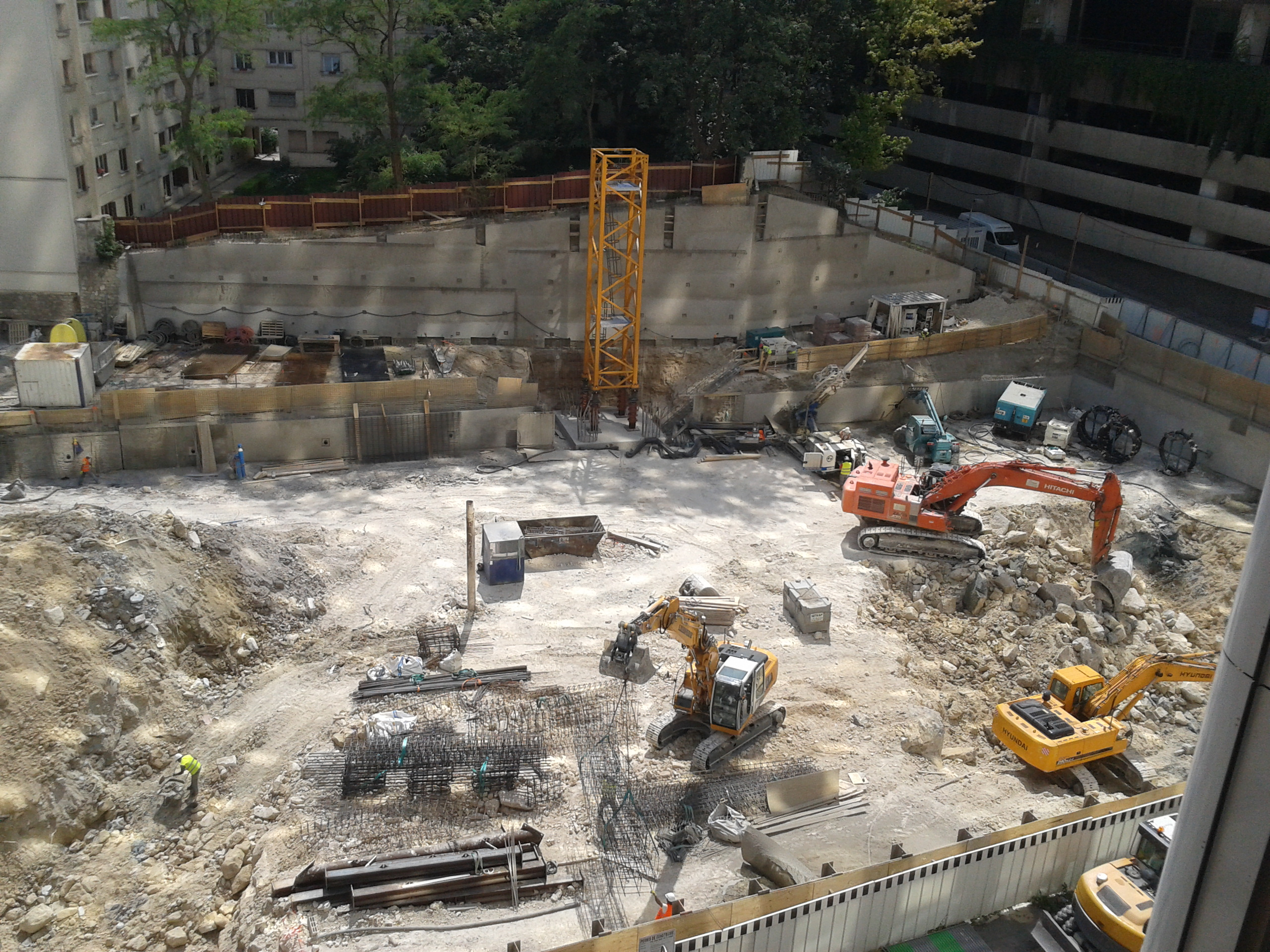
Budowa Tour Majunga

Tour Majunga – wieżowiec w Paryżu, we Francji, w dzielnicy La Défense.
Architektem tej wieży nowej generacji jest Jean-Paul Viguier. Jej twórcą i promotorem jest Unibail-Rodamco. Wieża została zainaugurowana 25 września 2014 roku.
Unibail-Rodamco podpisało pierwszą długoterminową umowę najmu z Axa Investment Managers na pierwsze osiemnaście niskich poziomów wieży. Część pięter zajmuje także Deloitte.